# Locquénolé

Locquénolé este o comună în departamentul Finistère, Franța. În 1 ianuarie 2022 avea o populație de 792 de locuitori.